# سباد ويب
سباد ويب (بالإنجليزية: Spud Webb)‏ مواليد 13 يوليو 1963 في دالاس، هو لاعب كرة سلة أمريكي سابق بدأ مسيرته الاحترافية في سنة 1985 وحمل الرقم 4. يبلغ طوله 5 قدم 7 بوصة (1.7 م). اعتزل اللعب في 1998.

## فرق لعب لها
- أتلانتا هوكس
- سكرامنتو كينغز
- مينيسيوتا تيمبر وولفز
- أورلاندو ماجيك

## روابط خارجية
- سباد ويب على موقع إن بي أي (الإنجليزية)
- سباد ويب على موقع سبورتس رفرنس (الإنجليزية)
- سباد ويب على موقع كلية كرة السلة في سبورتس رفرنس.كوم (الإنجليزية)
- سباد ويب على موقع ريلجم (الإنجليزية)
- سباد ويب على موقع بروبوليرز (الإنجليزية)